# 28516 Möbius
28516 Möbius è un asteroide della fascia principale. Scoperto nel 2000, presenta un'orbita caratterizzata da un semiasse maggiore pari a 2,6451048 UA e da un'eccentricità di 0,0876008, inclinata di 8,56422° rispetto all'eclittica.